# Heiko Herberg

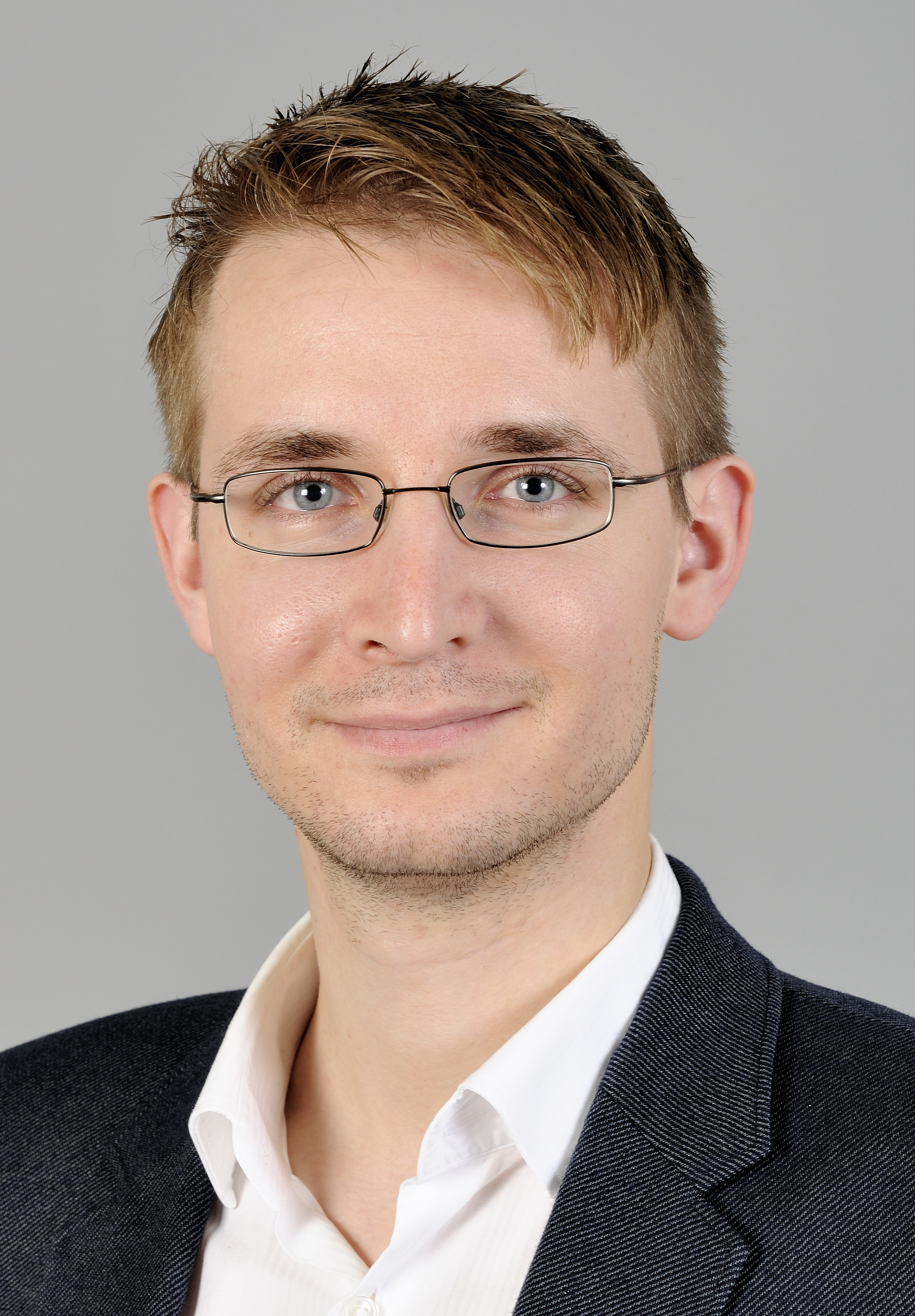
Heiko Herberg (2013)

Heiko Herberg (* 22. Juli 1987 in Berlin-Wedding) ist ein deutscher Politiker und ehemaliger parlamentarischer Geschäftsführer der Piratenfraktion im Berliner Abgeordnetenhaus. Er war von 2009 bis Anfang 2015 Mitglied der Piratenpartei und ist seit März 2016 Mitglied der SPD.

## Ausbildung und Beruf
Herberg besuchte von 1999 bis 2006 das Friedrich-Ludwig-Jahn-Gymnasium in Kyritz. Danach leistete er von 2006 bis 2008 seinen freiwillig verlängerten Wehrdienst bei den Feldjägern in Hagenow ab. Zwischen 2008 und 2011 studierte er Wirtschaftsinformatik an der Hochschule für Technik und Wirtschaft Berlin. Anschließend begann er ein Studium der Rechtswissenschaften an der Humboldt-Universität zu Berlin.

## Politik
Nachdem er bereits von November 2009 bis August 2010 Vorsitzender der Jungen Piraten war, wurde Heiko Herberg bei der Wahl zum Abgeordnetenhaus von Berlin 2011 für die Piratenpartei in das Abgeordnetenhaus von Berlin gewählt. Er bekleidete dort bis Juni 2012 das Amt des stellvertretenden Fraktionsvorsitzenden der Piratenfraktion. In einer Sondersitzung der Berliner Piratenfraktion am 22. Juni 2012 wurde Herberg zum parlamentarischen Geschäftsführer gewählt. Seine Wiederwahl erfolgte am 11. Juni 2013, 20. Mai 2014 und 9. Juni 2015. Anfang 2015 trat er aus der Piratenpartei aus, blieb aber Mitglied der Piratenfraktion. Im März 2016 wurde er Mitglied der SPD. Bei der Wahl zum Abgeordnetenhaus von Berlin 2016 trat er nicht wieder an.